# PINX1
La proteína 1 de interacción con PIN2 (PINX1) es una proteína codificada en humanos por el gen PINX1.

## Interacciones
La proteína PINX1 ha demostrado ser capaz de interaccionar con:
- MCRS1[2]
- TERF1[3]
- Telomerasa transcriptasa inversa[3]